# Laccadives
Lakshadweep là một nhóm các hòn đảo có chủ quyền thuộc Ấn Độcách đất liền khoảng 200 đến 300 km2so với miền ven biển Kerala tại biển Ả Rập.Tổng diện tích khoảng 28km2 hay xấp xỉ 11 triệu m2.11 hòn đảo trong nhóm này đã có người sinh sống, Lakshadweep nằm ở phía bắc của vùng Lakshadweepa cổ.

## Thống kê dân số
Hầu như toàn bộ người dân sống tại phía bắc vùng đất này đều nói tiếng Malayalam.Theo địa phương, họ có nguồn gốc từ những người buôn bán bị đánh dạt vào vùng này trong một cơn bão lớn.Tuy nhiên, người dân Minicoy,các vòng đảo san hô phía nam, nói tiếng Mahl,là một sự khác biệt của Divehi-ngôn ngữ của Maldives.
Những người ở vùng này có sự gần gũi về mặt dân tộc với những người Malayai ở vùng Kerala,và các thương nhân Ả rập.Dân cư của Monicoy,nằm ở vùng tận cùng phía nam là cũng là vùng rộng lớn nhất của đảo, cạnh Maldivians.Hơn 99% là theo Hồi giáo.Họ cải theo Hồi giáo là do những thương nhân Ả rập mang tới.